# David Santalla
Walter David Santalla Barrientos (La Paz, Bolivia; 16 de agosto de 1939) es ingeniero civil, también es destacado actor y cómico boliviano.

## Biografía
David Santalla nació en el 16 de agosto de 1939 en la ciudad de La Paz. Es hijo del general de aviación Alfredo Santalla Estrella, quien fue el único militar boliviano que alcanzó a participar en la Primera Guerra Mundial y uno de los grandes héroes militares durante la guerra del Chaco. 
Desde muy niño David Santalla vivió en Chile, donde aprendió de sus dotes de humorista, creando personajes ficticios.
David Santalla era un niño solitario. Sus dos hermanos mayores no lo incluían en sus juegos y sus padres ya habían perdido la costumbre de comprar juguetes, así que el pequeño tenía que arreglárselas para divertirse. Cogía piedras a las que pintaba caras y las hacía  hablar, cada una con una voz distinta.
«Me sirvió para ejercitar la garganta y la imaginación», dice el comediante que hace unos años celebró medio siglo de actividad artística. Una trayectoria que comenzó con la declamación y la animación de auditorio en la radio.
David Santalla se crio en el barrio de Miraflores, en la ciudad de La Paz.
Tuvo 5 hijos, Claudia Santalla Zuazo (Ing. Ambiental y actriz), María Victoria Santalla Zuazo, Néstor Santalla (dibujante), Yungaro Santalla Aquim (Actor y director)
En abril de 2015 sufrió una hemorragia cerebral por la que fue internado, pero se recuperó exitosamente. Contrajo matrimonio por quinta vez en 2017.

### Formación en Chile
A los diez años de edad, la vida de David dio un giro dramático. «Mi padre, militar de carrera, tuvo que salir al exilio durante la dictadura del MNR (después del 52) y yo decidí ir a buscarlo al poco tiempo».

El viaje en barco lo emprendió solo. Cuando llegó a Arica, para tomar el barco que le iba a llevar a Santiago, vio a un niño sentado en la arena. Se puso a jugar con él y desde una loma hizo que resbalaran una y otra vez.
«El chico se puso a reír a gritos, al grado de que su padre se acercó corriendo. Yo no lo sabía, pero ese niño era autista y hasta aquel día no había reaccionado ante estímulos externos. El hombre quería que me quedase, pero yo no era huérfano y estaba dispuesto a encontrar a mi padre».
El excomandante de la Fuerza Aérea se había enterado del viaje de su hijo y fue a su encuentro. «En San Antonio, cuando yo hacía reír a la gente de la tripulación y los pasajeros del barco en el que había viajado ya como una semana, vi un bote acercándose. Iban un militar y un señor al que pronto reconocí como mi padre. Perdí todo el aplomo y me puse a llorar, y él conmigo».
Estudió la secundaria en el Internado Nacional Barros Arana (de Santiago de Chile).
Se quedó en Santiago durante una década. Apunta que su formación mental la hizo en Chile, país en el que nunca se sintió un extranjero. Obtuvo una beca para estudiar en un colegio donde había 1500 alumnos, 11 patios, 2 canchas, piscina, de todo. No era buen alumno pero ingresó por las relaciones de su padre.
En 1957 integró la selección chilena en gimnasia olímpica y natación.
Se subió por primera vez a un escenario en el colegio, como un personaje secundario en la obra Médico a palos (de Moliére).

Ya como «licenciado en humanidades» ―el título del bachiller en Chile―, buscó trabajo para ayudar a su padre. La radio le atrajo.
«Conocí al maestro Jimmy Brown, ciego, propietario de la emisora La Reina, que emitía música culta. Luego fui a radio Magallanes como encargado de la discoteca y para leer un avisito de vez en cuando, y pasé a radio Bienvenida, donde trabajé (e imité) con Raúl Matas. Así me fui encontrando con lo que quería ser y hacer».

### Retorno a Bolivia
Ya joven volvió a La Paz, por el llamado de la madre, que se había cansado de esperar una carta del hijo. «Ella no me escribía tampoco; no es que fuese descariñada, pero quería que yo le enviase una carta primero. [...] Además, extrañaba Bolivia; pero al llegar no la reconocí y comencé a explorarla con ojos de extranjero. Me llamaba la atención la forma de hablar de las personas de las distintas regiones del país y yo pugnaba por sacar esos acentos; el que más me costó fue el del cochabambino».
Estudió completa la carrera de Construcción Civil en la Universidad Mayor de San Andrés de La Paz, en la que se recibió de ingeniero civil.
Su padre retornó a Bolivia y logró ser reconocido con el grado de general de las Fuerzas Armadas. Esto y las habilidades de David para la gimnasia le valieron al joven el cargo de instructor en el Colegio Militar. «Entré asimismo a trabajar en la radio Méndez, luego de un breve paso por la Amauta, donde era quien ponía discos. En la nueva emisora me cautivó la idea de ser animador de auditorio, pero no había vacancias, así que atendía la discoteca. Cierto día, se cortó la energía eléctrica y, para distraer al público que estaba presente, me puse a hacer bromas. El dueño, Alberto Méndez, me dijo: “Tienes que hacer animación”, y me presentó a Hugo Eduardo Pol, un hombre de trayectoria en la radio».
En 1962 nació una pareja que hizo historia en las ondas radiales y también en el teatro y la naciente televisión boliviana (1969): Alí y Babá.

### Primeros personajes
De esos años data el personaje alter ego de David Santalla: Toribio, el joven de la remera a rayas, muchas veces con orificios de tanto uso, pobretón, de lágrimas fáciles, que se esmera por superarse sin perder la honradez que le caracteriza. Puede ser víctima de los poderosos, pero él no ceja en su empeño de ser una persona que se supera por méritos propios.
«Toribio empezó hablando como alemán», recuerda su creador. «Lo de llorón ya lo tenía desde que era un dedo índice con cara; pero la forma de hablar me salía como la de un chileno. Y no por farsante, sino porque los años que viví en ese país me marcaron fuertemente». No podía disimularlo sino cuando le ponía acento teutón. Pero buscando, probando, finalmente se dio cuenta de que acentuando el tono paceño, quejumbroso, Toribio se hacía creíble y se quedó con esa impronta.
Dos mentes creativas, dos talentos juntos no podían durar mucho más tiempo. «Alguien le dijo a Pol que él era el cerebro y yo el payaso y él se lo creyó. Me lo dijo y yo me di cuenta de que era hora de seguir mi camino solo. Así nació Santallazos». Y Enredoncio —el hombre cascarrabias que contradice todo cuanto escucha. «Me inspiré en mi hermano Alfredo; él se ríe ahora. Enredoncio es como el paceño que se enreda solito y se desquita contigo. Te acercas a un librecambista y le dices: “Quiero cambiar dólares” y él te contesta: “¿Y a qué entonces ha venido, pues, a mirarme?”».
Fue creando más y más personajes por exigencias del argumento de las obras: surgieron así la viejita achacosa, doña Liboria — «otra viejita inspirada en mi abuela»—, el negro Dominguín y tantos otros. También, no pocas veces, para ahorrar dinero. Así nació la imilla Salustiana. Ella debía entrar en algún momento para darle un recado a la patrona y David se vestía de una cholita mezcla de timidez y de osadía que pronto conquistó al público. «Este me pedía ver a la imilla siempre. Y fue ganando su lugar en la escena».
El oficio de Santalla, conseguido en los tiempos libres que le dejaba la actuación, es el de constructor civil. «Pero las empresas que me contratan me ponen de inmediato a atender relaciones públicas», se queja como Toribio.
Lo cierto es que «vivo cien por ciento del teatro y para el teatro; me fascina».
Y el público se dejó fascinar por este hombre que lució su talento también en el cine. En 1977, el espectador que fue a buscar al humorista del escenario se topó con un dramático personaje en Chuquiago, la película de Antonio Eguino. Aun hoy, ese burócrata gris al que insufla vida es de las mejores criaturas que ha dado el cine boliviano.
«El público es la vida en el teatro», afirma quien acaba de darse un empacho en el Teatro Municipal con Cincuentallazos, actuación acompañada por comediantes como Hugo Pozo, Daniel Travesí, Cacho Mendieta y Ramiro Serrano. «Sin autor no hay argumento, sin actor no hay interpretación; pero sin público no hay teatro», concluye este hombre al que le sobran ideas.
Una de ellas se relaciona con la televisión. «En la radio, allá por los sesenta, hice un programa periodístico con humor. Leía noticias y los personajes las comentaban. La empleada decía, por ejemplo: “No le hagas caso, señora, no puede ser cierto eso”. Sería divertido hacer lo propio con las informaciones de hoy en la televisión», se ríe David Santalla.

## Trayectoria profesional
Su carrera artística empezó a finales de los años sesenta, cuando junto al humorista boliviano Hugo Eduardo Pol, a través de la Radio Méndez (en la avenida Seis de Agosto, de La Paz). Tenían un programa radial llamado Alí y Babá, que se emitía los días sábados en la noche. En los años setenta trabajaron en el teatro, y años después pasaron al cine, en películas bolivianas como Mi socio, donde fue el protagonista principal. En los años ochenta trabajó en muchísimas obras teatrales, realizó una imitación de una serie animada que se ponía de moda a aquella época He-Man, lo cual lo transformó en Pascual Gilman, en versión comedia.
Durante varias temporadas presentaba en la Televisión nacional su programa humorístico Santallazos, con muy buena acogida por el público boliviano.
Uno de sus papeles principales que lo ha hecho muy popular en Bolivia es La Salustiana. Esta es una interpretación de una mujer de pollera conocida comúnmente en este país como la chola. Ha interpretado este rol en varias obras teatrales, lo que lo ha convertido en el personaje más popular del teatro boliviano.
Otros personajes de David Santalla son Don Enredoncio, y Toribio Waca Tocori Auqui Auqui.
También formó parte del elenco del programa televisivo Esta boca es mía y compartió escenario con Tra-la-lá show.
Actualmente presenta monólogos humorísticos en la peña Marka Tambo, en La Paz.
En abril de 2015 sufrió una hemorragia cerebral, por la que fue internado. Posteriormente se recuperó exitosamente y contrajo matrimonio en 2017.

## Obras

### Obras literarias
- Aquel niño travieso que fui
- Aquel Jovenzuelo travieso que fui
- Mis sueños, mi vida y el teatro
- Breves apuntes sobre teatro.

### Cine
- 1963: Ratas de América[1]
- 1969: Volver, de Germán Becker, Alberto Pacciello y Jorge Ruiz; como extra.
- 1969: Crimen sin olvido, de Jorge Mistral; como rufián.
- 1977: Chuquiago, de Antonio Eguino.
- 1983: Mi socio, de Paolo Agazzi; como Vito[4]
- 1995: Cuestión de fe, de Marcos Loayza; como el curita
- 2019: Cuando los hombres se quedan solos, de Fernando Martínez; como Carlos padre[5]
- 2019: Mi socio 2.0, de Paolo Agazzi; como Vito[6]